# Autoportret (obraz Władysława Podkowińskiego)
Autoportret – obraz olejny Władysława Podkowińskiego namalowany w 1887; od 1936 znajduje się w zbiorach Muzeum Śląskiego w Katowicach, w kolekcji Galerii sztuki polskiej 1800–1945.
Podkowiński namalował autoportret w 1887, mając 21 lat. Malarz przedstawił półpostać w brązowym ubraniu z czapką na głowie. Obraz o wymiarach 55,5 × 45 cm jest sygnowany w prawym dolnym rogu: W.Podkow. | 87. 
Muzeum Śląskie w Katowicach zakupiło obraz w 1936 w Warszawie od Bolesława Wścieklicy. Muzealny numer inwentarzowy: MŚK/SzM/449.